# Henda Swart
Pour les articles homonymes, voir Swart.
Hendrika Cornelia Scott (Henda) Swart est une mathématicienne sud-africaine née en 1939 et morte le 24 février 2016. Elle a été professeure émérite de mathématiques à l'université du KwaZulu-Natal et professeure à l'Université du Cap,.

## Biographie
Henda Swart commence à enseigner à l'Université du Natal en 1962. Elle est la première personne à obtenir un doctorat en mathématiques de l'Université de Stellenbosch, en 1971, avec une thèse portant sur la géométrie des plans projectifs supervisée par Kurt-Rüdiger Kannenberg. En 1977, ses thèmes de recherche évoluent de la géométrie vers la théorie des graphes, domaine dans lequel elle continue à publier durant toute la suite de sa carrière.

## Prix et distinctions
Elle est rédactrice en chef de la revue Utilitas Mathematica,, et a été vice-présidente de l'Institut de combinatoire et ses applications,.
En 1996 elle devient fellow de la Société royale d'Afrique du Sud.

## Publications
- An algebraic approach to sesqui-linear curves in desarguesian planes, 1970.